# منتخب المالديف لكرة القدم
منتخب جزر المالديف الوطني لكرة القدم (بالديفيهي: ދިވެހިރާއްޖޭ ގައުމީ ފުޓްބޯލް ޓީމް) يمثل جزر المالديف في كرة القدم الدولية ويديره اتحاد جزر المالديف لكرة القدم. وهو عضو في الاتحاد الآسيوي لكرة القدم (AFC).
كان النجاح الأكثر أهمية لجزر المالديف هو الفوز ببطولة اتحاد جنوب آسيا لكرة القدم لعام 2008 حيث تغلبوا على منتخب الهند في النهائي 1–0. لقد فازوا بلقبهم المحلي الثاني في بطولة اتحاد جنوب آسيا لكرة القدم 2018، مرة أخرى بفوزهم على الهند في النهائي.

## وصلات خارجية
- قائمة بيانات المنتخب من الموقع الرسمي للفيفا باللغة العربية